# Examnes longipes
Examnes longipes är en skalbaggsart som beskrevs av J. Linsley Gressitt 1951. Examnes longipes ingår i släktet Examnes och familjen långhorningar. Inga underarter finns listade i Catalogue of Life.